# 圣伊西德罗 (阿利坎特)
圣伊西德罗，是西班牙巴伦西亚自治区阿利坎特省的一个市镇。总面积7km2，总人口1340人（2001年），人口密度191人/km2。